# Рацево
Ра́цево (укр. Рацеве) — село в Чигиринском районе Черкасской области Украины.
Население села составляет 2 118 человека (2023).
Село расположено на правом берегу Кременчугского водохранилища, в 13 км от районного центра — города Чигирин. На северной окраине села находится пристань Адамовка.
На территории села найдено 3 поселения неолита, городище и курганы эпохи бронзы и поселения черняховской культуры.
Село Рацевое впервые упоминается в исторических документах под 1615 годом. Существует версия происхождения названия от слова «райце» или «рейке», так в 17 веке называли польских советников.
До 1954 года, как и весь Чигиринский район, входил в состав Кировоградской области. Старое село лежало между болотам, тянувшихся к Тясмина и Днепра, образуемыми ручьем Шибеком. Находилось на 3 км южнее Кожарки. В 1741 году в Рацевое было 50 домов и до 400 человек обоих полов, в 1808 году — дворов 52, жителей обоего пола 601. В селе была церковь Рождества Богородичная, деревянная, 5-го класса; земли имела 36 десятин, построена 1774 года. О былом церковь во имя Рождества Христова за 1741 год говорится, что она была «дубовая, построена возле старой в 1728 году, была ограблена татарами в 1728 году, и священником при ней служил Давид, посвященный в 1733 году в Переяславле».
Современное село образовано из населенных пунктов Калантаева, Кожарки, Адамовки, Рацевое и части сел Гущивки и Витово, которые переселились сюда в 1958 году с территории будущего Кременчугского водохранилища.
За мужество и героизм, проявленные в годы Великой Отечественной войны, 111 жителей села награждены боевыми орденами и медалями. В честь воинов-освободителей здесь воздвигнули обелиск Славы. Во времена СССР в селе работал колхоз «Знамя коммунизма», что обрабатывал 5 283 га сельскохозяйственных угодий, в том числе 4767 га пахотной земли. Теперь сельским хозяйством занимаются СООО «Чигиринская аграрная компания» и фермерские хозяйства.
В 1965 году вступил в строй овощеконсервный завод с производственной мощностью 3,5 миллионов условных банок в год. На сегодняшний день он не работает. По состоянию на 1972 год в селе проживало 3 338 человек. Работала средняя школа на 400 учащихся, было 2 библиотеки с фондом 32 587 книг, дом культуры, больница на 25 коек, фельдшерско-акушерский пункт, аптека, 2 профилактории, 2 детских яслей, отделение связи и сберегательная касса. Работало 6 магазинов, столовая, ресторан, 3 буфеты и комбинат бытового обслуживания.
[ ред. ] Современность
На территории села находится пожарная часть. Работает отделение Сбербанка, почтовое отделение, обще образовательная школа-сад I—III ступеней, больница, аптека. Действует бар и несколько небольших магазинов.
Обелиск Славы
Дом культуры
Памятник воинам-освободителям
[ ред. ] Ссылки
↑ Who-is-who.ua
↑ maps.vlasenko.net (рус.)
[ ред. ] Литература
Похилевичъ Л. сказанные в населенныхъ мѣстностяхъ Кіевской губернии. — Киевъ, 1864. (рус.)
История городов и сел Украинской ССР . — М.: Главная редакция УСЭ АН УССР .
[ ред. ] Публикации
```
Портал «Черкасская»
Рацевое на Викискладе ?
```

Башлык М. Дважды рожденный: История с. Рацевое / / Заря коммунизма. — 1990, 13 окт.

## Местный совет
20910, Черкаська обл., Чигиринський р-н, с. Рацеве (укр.)